# Corinne Hermès
Corinne Hermès, geboren als Corinne Bondeaux (Lagny-sur-Marne, 16 november 1961), is een Franse zangeres. In 1983 won zij namens Luxemburg het Eurovisiesongfestival.

## Carrière
Corinne Hermès was al in haar vroege jeugd bezig met muziek. Naast zingen speelde ze piano en gitaar en in 1974 won ze op 12-jarige leeftijd een talentenjacht in Roquebrune-sur-Argens. Onder de naam Corinne Miller nam ze in 1979 haar eerste liedjes op: Le blouson gris en La ville où je vis. Deze wisten de aandacht te trekken van geluidstechnicus Bernard Estardy, die haar daarop een hoofdrol aanbood in de musical 36 Front Populaire. Deze voorstelling, waarin ze samen zou spelen met Julien Clerc, werd wegens politieke redenen uiteindelijk nooit opgevoerd. Wel werd een album met liedjes uit de musical uitgebracht.

### Eurovisiesongfestival 1983
In 1983 beleefde de toen 21-jarige Hermès haar doorbraak dankzij het lied Si la vie est cadeau, geschreven door Jean-Pierre Millers en Alain Garcia. Het nummer was aanvankelijk bedoeld om in te zenden naar de Franse voorrondes voor het Eurovisiesongfestival, maar toen de inschrijvingen bij de Franse omroep al gesloten bleken te zijn, werd besloten het lied aan te bieden aan de Luxemburgse omroep CLT. Na audities werd Hermès uitverkoren om Luxemburg op het songfestival te vertegenwoordigen.
Het Eurovisiesongfestival van 1983 vond plaats in München. Hermès was als laatste van twintig deelnemers aan de beurt en werd uiteindelijk met een totaalscore van 142 punten uitgeroepen tot winnares. Voor Luxemburg was het in totaal de vijfde (en tot nog toe laatste) songfestivalzege.
Na haar overwinning bracht Hermès Si la vie est cadeau ook uit in een Engelstalige en een Duitstalige versie. Het nummer werd in verschillende Europese landen een succes. In Frankrijk en in Vlaanderen behaalde de single de top 3 van de hitparades en in de Nederlandse Top 40 werd de 19de plaats bereikt.

### Latere jaren
In de periode na het songfestival bracht Corinne Hermès nog enkele singles uit, maar ze slaagde er niet in haar succes te prolongeren. De samenwerking met haar producer Haim Saban kwam bovendien ten einde. In 1989 beleefde ze evenwel een comeback dankzij het nummer Dessine-moi, waarmee ze na zes jaar weer een hit scoorde in Frankrijk. Het jaar daarop werd ze tijdens Victoires de la musique bekroond in de categorie 'vrouwelijke revelatie van het jaar'. In 1993 fungeerde haar lied L'amour est artiste als leader van de televisieserie Les Grandes Marées, die uitgezonden werd op TF1.
Zijdelings was Hermès nog verschillende keren bij het Eurovisiesongfestival betrokken. Zo zetelde ze in 2000 in de jury van Eurolaul (de nationale voorronde van Estland) en op het Eurovisiesongfestival van 2001 gaf ze namens Frankrijk de punten door. Door de jaren heen bleef Hermès actief en bracht ze verschillende singles uit, voornamelijk voor de Franse markt. In 2006 verscheen het studioalbum Vraie, in 2019 gevolgd door het coveralbum Intemporelle.

## Discografie

### Albums
- Ses plus grands succès (1997) (verzamelalbum)
- Vraie (2006)
- Si la vie est cadeau – 25 ans (2008) (verzamelalbum)
- Les plus belles chansons (2009) (verzamelalbum)
- Best of (2012) (verzamelalbum)
- Intemporelle (2019)

### Singles
- Le blouson gris / La ville où je vis (1979) (als Corinne Miller)
- Si la vie est cadeau (1983)
- Words of love (1983) (Engelstalige versie van Si la vie est cadeau)
- Liebe gibt und nimmt (1983) (Duitstalige versie van Si la vie est cadeau)
- Vivre à deux (1983)
- Michael (1984)
- Ma liberté (1986)
- Dessine-moi (1989)
- S.O.S. (1989)
- Suffit d'y croire (1991)
- L'amour est artiste (1993)
- On vit comme on aime (2006)
- S'il n'y avait pas les mots (2006)
- Apartment (2015)

### Hitnoteringen
| Single met eventuele hitnotering(en) in de Nederlandse Top 40 | Datum van verschijnen | Datum van binnenkomst | Hoogste positie | Aantal weken | Opmerkingen                      |
| ------------------------------------------------------------- | --------------------- | --------------------- | --------------- | ------------ | -------------------------------- |
| Si la vie est cadeau                                          | 1983                  | 7-5-1983              | 19              | 4            | Nr. 31 in de Nationale Hitparade |

| Single met hitnotering(en) in de Vlaamse Ultratop 50 | Datum van verschijnen | Datum van binnenkomst | Hoogste positie | Aantal weken | Opmerkingen |
| ---------------------------------------------------- | --------------------- | --------------------- | --------------- | ------------ | ----------- |
| Si la vie est cadeau                                 | 1983                  | 7-5-1983              | 3               | 8            |             |